# Grafschaft
Grafschaft és un municipi del cantó suís del Valais, situat al districte de Goms. El municipi és el resultat de la fusió l'any 2001 dels municipis de Biel, Ritzingen i Selkingen.